# Fons Trompenaars
Alfonsus (Fons) Trompenaars, nizozemski organizacijski teoretik, svetovalec za vodenje podjetij in avtor del s področja medkulturnega komuniciranja, * 1952, Amsterdam, Nizozemska.

## Model čebule
Po modelu Fonsa Trompenaarsa in Charlesa Hampdena-Turnera je kultura sestavljena iz treh plasti. Eksplicitna kultura zajema zunanji dve vidni plasti kulture, implicitna pa notranjo, nevidno plast. Zunanji plasti sta tujcem bližji in se ju lahko tudi naučijo, saj gre za vedenjske vzorce, jezik, kulinariko itd. Notranja plast pa predstavlja predpostavke in prepričanja o življenju in ta so pripadnikom drugih kultur težko prepoznavna.

### Trije elementi kulture:
- Predpostavke in prepričanja (assumptions and beliefs)[3]

Način reševanja problemov, s katerimi se soočajo posamezniki v družbi in družba kot celota ter nenapisana pravila, ki so samoumevno sprejeta.
- Vrednote, norme in način vedenja (norms and behaviour)

Kako se stvari počnejo v določeni kulturi. Kaj je sprejemljivo in kaj ne? Kaj je dobro in kaj slabo?
- Znaki in simboli (signs and simbols)

Artefakti kulture, ki jih lahko zaznamo s čuti. Jezik, kulinarika, arhitektura so le nekateri primeri zunanje plasti.

## Razsežnosti kulture
Za opredelitev značilnosti in razlik med kulturami je Trompenaars uporabil svoj model sedemih razsežnosti. 
- Univerzalizem in partikularizem (Kaj je bolj pomembno, pravila ali izjeme in posebne okoliščine?)
- Individualizem in kolektivizem (Priznanja za osebne dosežke ali poudarek na skupinskem delu?)
- Nevtralne in emocionalne povezave (Kako ljudje prikazujejo svoje emocije?)
- Povezave med ljudmi (So povezave osebne ali prepletene?)
- Moč in status (Kako v določeni kulturi pridobijo moč in status?)
- Časovna usmerjenost (Se delo opravlja s časovnim zaporedjem ali istočasno?)
- Odnos ljudi do narave (Ali kulture sodelujejo z naravo ali proti njej?)

### Knjige
Kot so bile napisane v originalu:
- Riding the Waves of Culture, Understanding Cultural Diversity in Business.[5] Knjiga je bila prevedena v francoščino, nemščino, nizozemščino, korejščino, danščino, turščino, kitajščino, madžarščino, in potrugalščino.
- Seven Cultures of Capitalism (Fons Trompenaars in Charles Hampden-Turner)
- Building Cross-Cultural Competence (Fons Trompenaars in Charles Hampden-Turner)
- 21 Leaders for the 21st Century (Fons Trompenaars in Charles Hampden-Turner)
- Riding the Whirlwind, a dynamic new take on creativity and innovation.

### Članki
- Članek Lost in Translation (Fons Trompenaars in Peter Woolliams) je bil objavljen v reviji Harvard Business Review aprila 2011